# Franck Muller
Franck Muller (nacido en 1958) es un diseñador y fabricante de relojes suizo conocido por diseñar relojes de pulsera extremadamente complejos, basados completamente en principios mecánicos clásicos.

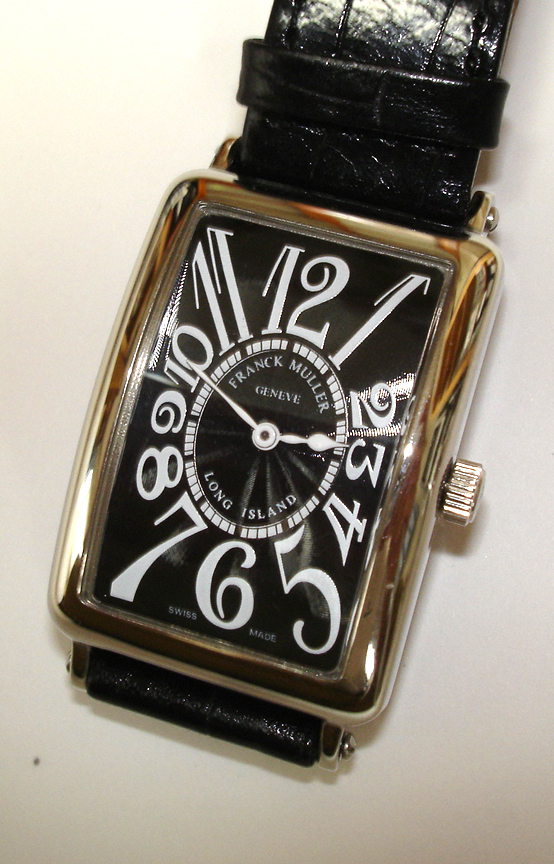
Modelo clásico de Franck Muller.

Las piezas que produce son el resultado de una suma de ingeniería a escalas extremadamente pequeñas, alta joyería, refinamiento en el diseño y paciencia, en una fabricación extremadamente delicada y precisa, que requiere meses e incluso años de trabajo, en una fuerte contraposición al reloj electrónico actual basado en la obtención de información transformada en señales electrónicas a partir de las oscilaciones del cuarzo, que no requiere de tan complejos ajustes para su funcionamiento. 
El largo proceso de fabricación y su extremada dificultad que requiere de manos sumamente expertas, se traduce en la exclusividad de su producción, y como consecuencia en un elevado precio de sus relojes, lo cual unido a que son codiciados por coleccionistas de todo el mundo, hace que sea más que frecuente encontrar plagios (réplicas) en subastas o a la venta por internet.
También el éxito de algunos de sus modelos con caja Cintrée Curvex, con una característica forma de tonel, ha hecho que otras firmas relojeras también realicen relojes con parecidos diseños. Para realizarlos se inspiró en diseños de los años 20 de la firma Patek Philippe.
Entre sus colecciones de relojes son especialmente destacables:
- Master Banker, capaz de mostrar varias zonas horarias.
- Curvex Minute Repeater Tourbillon, cuya producción se limita a 25 relojes.
- Cortez, probablemente el reloj más expresivo en cuanto a su profusión de lujo en los materiales.

Entre los usuarios de sus relojes se encuentran Dmitri Medvédev y George W. Bush.[cita requerida]

## Premios y menciones honoríficas
- 1992: "reloj más complicado del mundo" por una pieza que contiene, entre otras características, calendario perpetuo, indicador de fase lunar 24 horas, indicador de temperatura interna y repetidor de minutos sonoro.

- 2002: primer puesto en el "Gran Premio de Fabricantes de Relojes" de Ginebra, Suiza.